# Voißel
Voißel is een plaats in de Duitse gemeente Mechernich, deelstaat Noordrijn-Westfalen, en telt 239 inwoners (2007).